# Nederlandse Publieke Omroep

Logo NPO

Nederlandse Publieke Omroep – sieć publicznych towarzystw radiowych i telewizyjnych w Holandii. W przeciwieństwie do większości publicznych nadawców w Europie jest silnie zdecentralizowana. Pierwszy nadawca publiczny w Holandii zaczął nadawanie w 1930. Do końca lat osiemdziesiątych jej kanały telewizyjne nie miały konkurencji, gdyż zakazana była telewizja prywatna.
W przeciwieństwie do nadawców publicznych w większości innych krajów - które są albo korporacjami krajowymi (takimi jak BBC lub TVP/PR), federacjami regionalnych organów prawa publicznego (na przykład ARD, SRG SSR) lub instytucjami rządowymi i opartymi na członkach z własnymi kanałami i urządzeniami (takimi jak PBS) – te w Holandii to stowarzyszenia nadawcze zrzeszone, których członkowie mają wspólne udogodnienia. Układ ten ma swoje korzenie w systemie opracowanym w Holandii na początku XX wieku, znanym jako filaryzacja.  W ramach tego systemu różne religijne i polityczne nurty społeczeństwa holenderskiego mają swoje własne, odrębne stowarzyszenia, gazety, kluby sportowe, instytucje edukacyjne, a także organizacje nadawcze.

## Członkowie
| Nadawca  | Logo | Opis |
| -------- | ---- | --- |
| AVROTROS |      | Powstał z połączenia nadawców AVRO i TROS. Misja organizacji podkreśla liberalne korzenie poprzez „promowanie wolności” i skupienie się na rozrywce. Od 2014 roku zajmuje się udziałem Holandii w Konkursie Piosenki Eurowizji.                          |
| BNNVARA  |      | Stworzony z połączenia nadawców BNN i VARA. Programowanie BNN skierowane jest przede wszystkim do młodszej publiczności. |
| EO       |      | Protestancki nadawca religijny, często nadający programy o charakterze ewangelicznym. |
| KRO NCRV |      | Protestancki nadawca religijny. Utworzony 1 stycznia 2014 roku z połączenia nadawców KRO i NCRV. |
| MAX      |      | Nadawca skupiający się na widowni w wieku powyżej 50 roku życia. |
| NOS      |      | Skupia się na wiadomościach, sprawozdaniach parlamentarnych i sporcie. Celem NOS jest obiektywność. |
| NTR      |      | Został utworzony we wrześniu 2010. Specjalizuje się w dostarczaniu wiadomości i informacji, a także programów kulturalnych, edukacyjnych, dziecięcych i etnicznych.                                                                                      |
| PowNed   |      | Uruchomiony w 2010 roku. Jest spin-offem satyrycznego bloga GeenStijl.nl. |
| VPRO     |      | Założony w 1926 roku jako liberalno-protestancka organizacja nadawcza. Stając się stopniowo bardziej liberalna społecznie, zaczęła używać akronimu zamiast ówczesnej nazwy Vrijzinnig Protestantse Radio Omroep (Liberalny Protestancki Nadawca Radiowy) |
| WNL      |      | Nadawca prawicowy i populistyczny. Zainicjowany przez grupę prasową De Telegraaf. |

## Kanały telewizyjne

### O zasięgu narodowym
- NPO 1
- NPO 2
- NPO 3
  - NPO Zappelin – blok programów dla dzieci w wieku 2-6 lat, emitowany przez NPO 3
  - NPO Zapp – blok programów dla dzieci w wieku 6-12 lat, emitowany przez NPO 3
- NPO 1 Extra
- NPO 2 Extra
- NPO Politiek en Nieuws

### O zasięgu regionalnym
- L1
- NH
- Omroep Brabant
- Omrop Fryslân
- Omroep Zeeland
- RTV Drenthe
- Omroep Flevoland
- Omroep Gelderland
- RTV Utrecht
- RTV Noord
- AT5
- RTV Oost
- RTV Rijnmond
- Omroep West

### Dla zagranicy
- BVN

### Kanały zlikwidowane
- Consumenten 24
- Dier en Natuur TV
- Dolcevita TV
- Familie 24
- Geschiedenis 24
- Museum TV
- Nederland-e
- Omega TV
- Sterren 24
- NPO Humor TV
- NPO Spirit
- 3voor12 Central
- 3voor12 OnStage
- NPO 3 extra
- NPO Zappelin Extra
- NPO Nieuws
- NPO Sport

## Stacje radiowe

### O zasięgu narodowym
- NPO Radio 1
- NPO Radio 2
- NPO 3FM
- NPO Klassiek
- NPO Radio 5
- NPO Soul & Jazz
- NPO FunX

### O zasięgu regionalnym
- L1 Radio
- Omroep Brabant Radio
- Omrop Fryslân Radio
- Omroep Zeeland Radio
- Radio Drenthe
- Radio Flevoland
- Radio Gelderland
- Radio M Utrecht
- Radio Noord
- Radio Noord-Holland
- Radio Oost
- Radio Rijnmond
- Radio West

### Dla zagranicy
- Radio Nederland Wereldomroep

## Cele
Celami organizacji są:
- Promowanie współpracy i spójności między nadawcami krajowymi
- Zapewnienie nadawcom czasu antenowego i miejsca w mediach
- Podział budżetu między nadawców
- Zapewnienie obsługi dystrybucji (sprzedaży) i napisów dla nadawców
- Prowadzenie niezależnych badań dotyczących jakości i wizerunku konsumenckiego platform radiowych, telewizyjnych i internetowych[1]